# Naufragio dell'Orazio
Il naufragio della nave Orazio (o anche l'Incendio dell'Orazio, come fu chiamato giornalisticamente nei giorni immediatamente seguenti) è stato un incidente avvenuto il 21 gennaio 1940 a circa 40 miglia a sud di Tolone a causa di un incendio scoppiato a bordo, provocando la morte di 108 persone e la perdita della nave stessa.

## La nave
La nave Orazio, gemella della nave Virgilio, iniziò la propria operatività nell'ottobre 1927 dalla Navigazione Generale Italiana per servire (come la nave sorella) sulle tratte transatlantiche verso il Centro America e il Sud Pacifico.
Essa, al pari della nave gemella, era una motonave mista con motore diesel a combustione interna e una stazza lorda di oltre 11.000 tonnellate, capace di trasportare oltre 400 passeggeri.
Insieme al già citato Virgilio, all'Augustus, al Roma (tutti di proprietà della NGI e varati tra il 1926 e il 1928) oltre al Rex, costituiva la punta di diamante della navigazione civile italiana.

## L'incendio
Il 21 gennaio 1940 alle ore 4:55, mentre navigava al largo delle coste francesi vicino a Tolone, si dirigeva verso Barcellona e trasportava 643 persone (412 passeggeri e 231 membri dell'equipaggio) e 1500 tonnellate di merci verso il Centro America, sull'Orazio iniziò a divampare un incendio molto esteso e violento, sebbene all'inizio si pensasse che almeno tutti i passeggeri fossero stati tratti in salvo e che fosse deceduto al massimo qualche marinaio.
Le testimonianze dei superstiti circa la violenza dell'incendio, però, non mancarono sin da subito e già dopo appena quattro giorni ci si poté rendere conto che fossero morte oltre cento persone (60 dell'equipaggio e 44 tra i passeggeri). Il capitano della nave, Michele Schiano, fornì i dettagli della causa e della gestione dell'incendio: esso divampò (all'inizio si pensava alle ore 5:12) nella parte prodiera della nave dal motore di sinistra, a causa di un'esplosione, e iniziò ad espandersi molto velocemente a causa del forte vento che tirava quella notte. Dopo appena un quarto d'ora il comandante intuì che il disastro fosse inevitabile e fece lanciare i primi segnali SOS di soccorso. I passeggeri furono presi in carico da diverse navi, sia italiane che straniere, e sbarcati in varie città, soprattutto a Genova. L'esposizione finale chiarì definitivamente la natura dell'incendio, a causa di 5-6 esplosioni nel vano motore.
Alla fine di gennaio le ricerche furono abbandonate, lasciando supporre l'inevitabile affondamento della nave stessa.